# Convento de San José (Segovia)
El convento de San José es un convento de clausura de monjas Carmelitas Descalzas que se encuentra en la ciudad española de Segovia.

## Historia
Se trata de la novena fundación conventual llevada a cabo por Santa Teresa de Jesús. En 1574 Teresa de Jesús viajó desde Salamanca para fundar el convento junto con sus compañeras Isabel de Jesús y María de Jesús, segovianas; Juan de la Cruz y Julián de Ávila. El 19 de marzo de 1574, festividad de San José, se dijo la primera misa en una casa cedida por Diego López de Sosa. Por aquel entonces el obispo de Segovia, Diego de Covarrubias y Leiva se encontraba fuera de la diócesis y el provisor de la diócesis mandó deshacer el convento. Finalmente, tras la intervención de los jesuitas de la ciudad y de algunos parientes de Isabel de Jesús, el obispo permitió el nuevo convento. Santa Teresa mandó que vinieran algunas hermanas desde el convento de Pastrana para vivir en el nuevo convento. Fueron Julián de Ávila y el carmelita descalzo fray Antonio Gaitán los encargados de acompañarlas en el viaje de Pastrana a Segovia, donde llegaron el miércoles santo de aquel año. 
La nueva fundación fue favorecida por parte de la nobleza de la ciudad, destacando Ana de Jimena y su hija María de Bracamonte, que posteriormente profesarían en el propio convento bajo los nombres de Ana de Jesús y María de la Encarnación. El convento se encontraba bajo patronato de los marqueses de Lozoya.
Con posterioridad salieron de este convento para fundar otros, varias religiosas:
- en 1576: Bárbara del Espíritu Santo, Ana de la Encarnación y Catalina de la Asunción; para fundar el convento de San José en Caravaca de la Cruz;
- en 1581: Juana del Espíritu Santo y María de San José, a fundar el convento de Nuestra Señora del Carmen en Soria; y
- en 1586: Isabel de Santo Domingo, Inés de Jesús, Ana de la Trinidad, Catalina de la Concepción, María de la Visitación, María de San José y Catalina de la Encarnación; a fundar el convento de Santa Teresa en Zaragoza.

El convento fue patronato de Luis de Contreras y Girón y sus descendientes.
En la actualidad (diciembre de 2020) el convento continua en funcionamiento con una comunidad de unas diez religiosas.

## Descripción
El monasterio ocupa un amplio terreno en la zona del casco antiguo de Segovia, en la calle Daoiz, cerca de la parroquia de San Andrés.

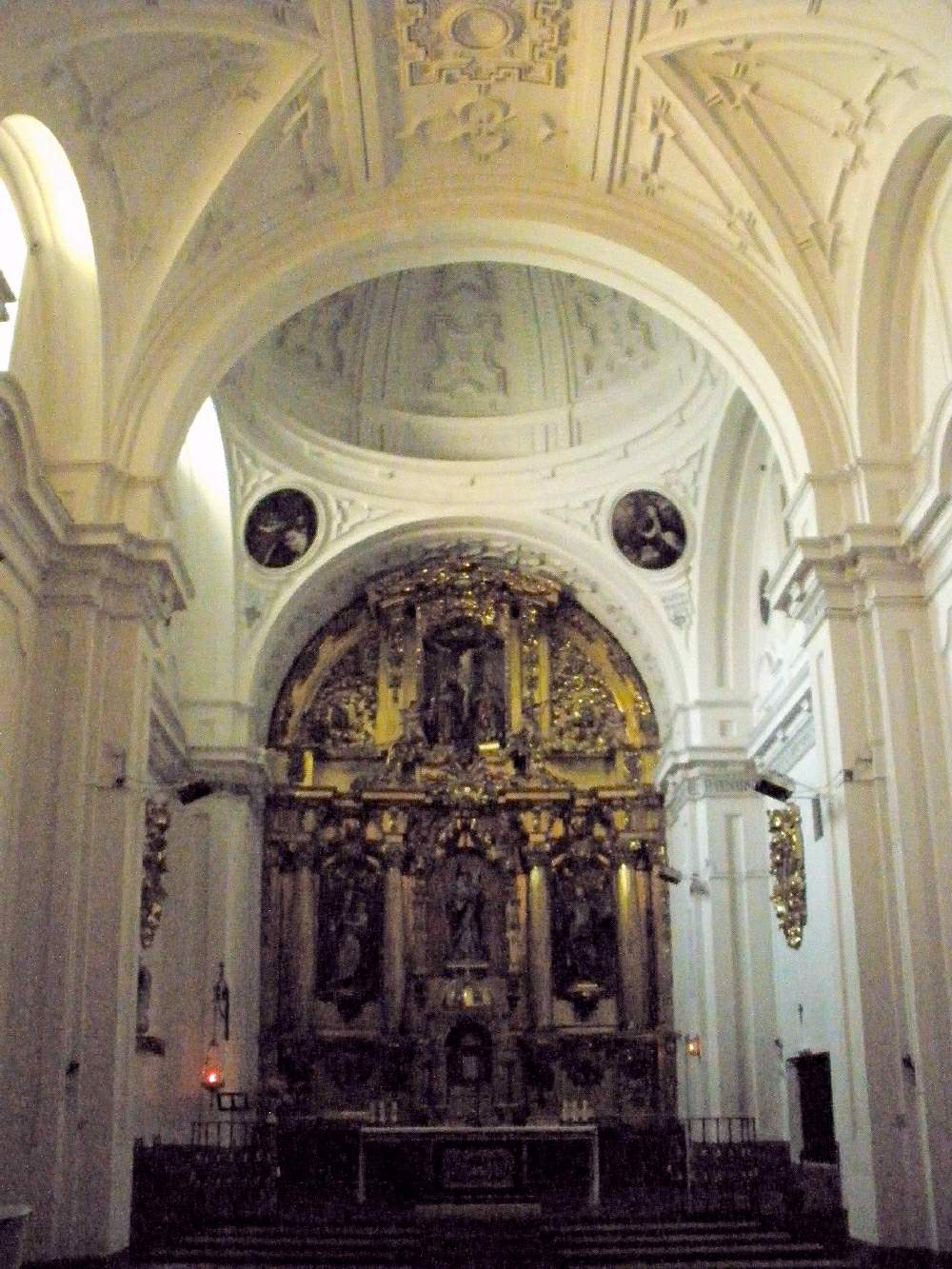
La iglesia desde el inicio de la nave.

El elemento de mayor interés del convento es la iglesia, que se dispone en paralelo a la calle de Daoíz. Cuenta con una nave en estilo barroco, con importantes yeserías, falsa cúpula, coro alto (en los pies de la iglesia) y coro bajo (en el crucero de la iglesia, del lado de la epístola). El retablo del altar mayor, de estilo barroco cuenta con una imagen de talla del santo titular del convento, obra de Luis Salvador Carmona, en la calle central del retablo y otra de la Virgen del Carmen en la calle izquierda del mismo. El retablo se remata por un grupo escultórico representando el calvario. En las pechinas de la falsa cúpula se disponen lunetos representando a santos relacionados con la orden carmelita: Teresa de Jesús, Elías, Juan de la Cruz, así como a Ana de Jesús.
Hacia la mitad de la nave, en ambos lados se sitúan dos retablos, de estilo barroco del siglo XVII de tamaño menor que el del altar mayor. El retablo del lado de la epístola se encuentra dedicado a Santiago y el del lado del evangelio a Santa Teresa.
El convento cuenta además con un torno, locutorio, huerta y otros elementos típicos de los conventos de carmelitas descalzas en España.